# طلال بن سعود بن عبد العزيز آل سعود
الأمير طلال بن سعود بن عبد العزيز آل سعود (1952 - 2020) الابن الحادي والعشرون من أبناء الملك سعود.

## حياته
ولد الأمير طلال بن سعود بن عبد العزيز آل سعود في عام 1371هـ الموافق 1952م في العاصمة الرياض عاصمة المملكة العربية السعودية بدأ ودرس تعليمه الأبتدائي في عام 1377هـ/1958م وتخرج منه في عام 1384هـ/ 1964م فبدأ تعليمه المتوسط في عام 1384هـ/1964م وتخرج منه في عام 1387هـ/1967م ثم درس الثانوية في عام 1390هـ/1970م وتخرج منه في عام 1393هـ/ 1973م تخرج من معهد الأنجال بالثانوية العامة ثم تخرج من جامعة الملك سعود.

## حياته السياسية
عمل موظفاً في إمارة منطقة الرياض في المكتب الخاص لأمير الرياض سابقا سلمان بن عبد العزيز آل سعود من عام 1400هـ حتى عام 1425هـ وقد تقاعد من عمله لظروف والدته الصحية.

## المناصب الرياضية
- رئيس الاتحاد السعودي لكرة السلة.
- رئيس الاتحاد الخليجي لكرة السلة.
- رئيس الاتحاد السعودي لكرة الطائرة.
- عضو اللجنة الأولمبية السعودية.
- نائب رئيس الاتحاد الآسيوي لكرة السلة –منصب شرفي-.
- عضو رسمي بهيئة أعضاء شرف نادي النصر، ويدعمه سنوياً مادياً ومعنوياً

## أسرته

### زوجته
- الأميرة البندري بنت عبد الرحمن بن أحمد بن عبد الرحمن السديري (ابنة قائم مقام جدة السابق)

### أبناؤه
- الأميرة سارة بنت طلال بن سعود بن عبد العزيز آل سعود. متزوجة من بدر بن محمد بن فضلية ولها من الأبناء البندري، وطلال.
- الأميرة نورة بنت طلال بن سعود بن عبد العزيز آل سعود.

- الأمير سعود بن طلال بن سعود بن عبد العزيز آل سعود. متزوج من كريمة سامي بن محمد الأحمد السديري. ( 23 يناير 2015م)[1]

- الأميرة مشاعل بنت طلال بن سعود بن عبد العزيز آل سعود.

- الأمير سلمان بن طلال بن سعود بن عبد العزيز آل سعود. متزوج من إبنة عمته الأميرة جواهر بنت ثامر الشعلان

## وفاته
توفي الأمير طلال بن سعود بن عبد العزيز آل سعود في يوم الأربعاء 2 رجب 1441 هـ الموافق 26 فبراير 2020 وصلي عليه يوم الخميس 3 رجب 1441 هـ الموافق 27 فبراير 2020 بعد صلاة العصر في جامع الإمام تركي بن عبد الله في مدينة الرياض وتقدم المصلين عليه الملك سلمان بن عبد العزيز آل سعود و الأمير عبد الإله بن عبد العزيز آل سعود و الأمير مقرن بن عبد العزيز آل سعود و الأمير فيصل بن بندر بن عبد العزيز آل سعود أمير منطقة الرياض والأمير محمد بن سلمان بن عبد العزيز آل سعود ولي العهد رئيس مجلس الوزراء وعدد من الأمراء والمسؤولين من مدنيين وعسكريين ونقل جثمانه إلى مقبرة العود حيث دفن هناك.